# Oracle Data Integrator
Oracle Data Integrator (ODI) es una herramienta de Extracción, Carga y Transformación, abreviado como ELT (del inglés: Extract, Load and Transform) (en contraste con la aproximación común de ETL), producida por Oracle que ofrece un entorno gráfico para construir, gestionar y mantener procesos de integración del datos en sistemas de inteligencia empresarial.

## Historia
Oracle adquirió Sunopsis en octubre de 2006 y volvió a ponerla en el mercado como Oracle Data Integrator (ODI). El objetivo de esta adquisición era ampliar la oferta de Oracle Fusion Middleware, el cual proveía amplio soporte a sistemas heterogéneos de origen y destino. Después de la adquisición Oracle continuó ofreciendo por separado ODI así como su anterior producto de ETL Oracle Warehouse Builder. En enero de 2010 Oracle anunció su intención de fusionarlas en un solo producto (Oracle Data Integrator Enterprise Edition).[cita requerida]

## Componentes
Oracle Data Integrator comprende los siguientes componentes:
- El Repositorio Modular, que consiste de un repositorio maestro y de uno o varios repositorios de trabajo para almacenar metadata sobre los procesos de integración. Estos repositorios pueden ser instalados en cualquier motor de base de datos que soporte sintaxis ANSI ISO 89.
- Los módulos de interfaz gráfica (gestor de topología, diseñador, gestor de seguridad, operador) y los agentes de ejecución. Estos son construidos completamente con Java para dar acceso al repositorio en modo de cliente/servidor.
- Explorador de Metadatos, una aplicación Servlet/JSP que permite acceder al repositorio a través de una interfaz de Web.
- Diseñador ligero, una Aplicación web para ver y editar objetos en el repositorio a través de un navegador de Web.
- Servicios Web Públicos de Oracle Data Integrator, los cuales permiten a los usuarios de Oracle Data Integrator hacer uso de características de la herramienta a través de una Arquitectura Orientada a Servicios (del inglés: SOA).